# Aegoschema
Aegoschema is een kevergeslacht uit de familie van de boktorren (Cerambycidae). De wetenschappelijke naam van het geslacht werd voor het eerst geldig gepubliceerd in 1923 door Aurivillius.

## Soorten
Aegoschema omvat de volgende soorten:
- Aegoschema adspersum (Thomson, 1861)
- Aegoschema cinereum Lane, 1938
- Aegoschema migueli Monné M. L. & Mermudes, 2007
- Aegoschema moniliferum (White, 1855)
- Aegoschema obesum (Bates, 1861)
- Aegoschema peruvianum Lane, 1973